# جابسون (بازیکن فوتبال)
جابسون لئاندرو پریرا د اولیویرا (به پرتغالی: Jóbson Leandro Pereira de Oliveira) معروف به جابسون (Jóbson) بازیکن فوتبال در پست مهاجم اهل برزیل است که در شهر Conceição do Araguaia و در تاریخ ۱۵ فوریهٔ ۱۹۸۸ به دنیا آمده‌است.

## باشگاهی
جابسون در تیم‌های فوتبال ججو یونایتد، بوتافوگو، اتلتیکو مینیرو و باشگاه فوتبال الاتحاد عربستان سعودی سابقهٔ حضور دارد.